# Feuerwehr Bautzen

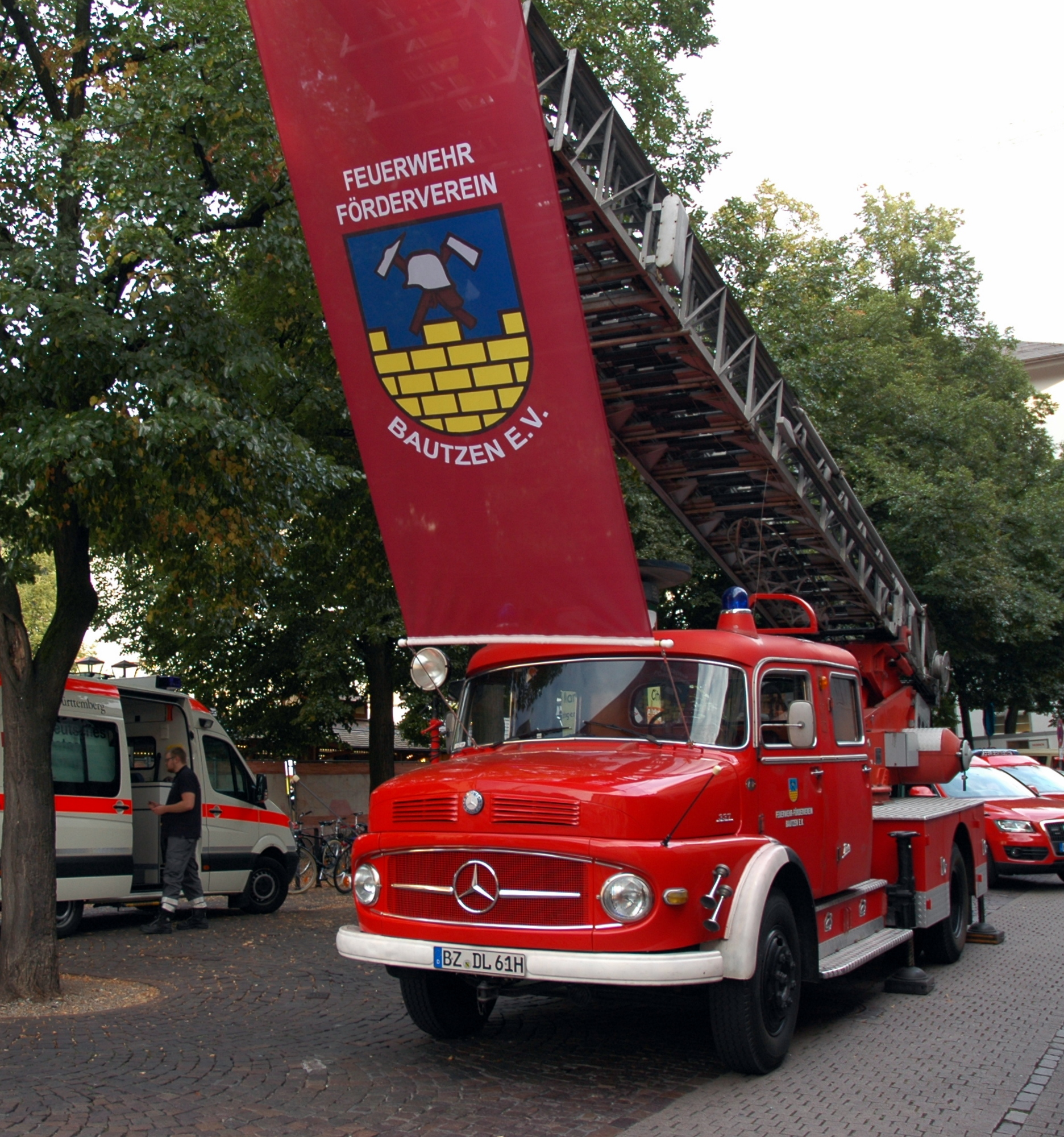
Drehleiter (DL 37h) auf Mercedes-Benz L337 des Feuerwehr-Fördervereins Bautzen. 1991 bis 1997 im Einsatz bei der Feuerwehr Bautzen

Die Feuerwehr Bautzen, obersorbisch Wohnjowa wobora Budyšin, zählt zu den ältesten Feuerwehren in Deutschland. Am 6. August 1780 wurde die Freiwillige Bürger-Feuer-Compagnie gegründet. Nachdem die Berufsfeuerwehr (BF) nach der Wende zu einer Freiwilligen Feuerwehr (FF) mit hauptberuflichen Kräften umgewandelt worden war, gibt es in Bautzen seit dem 1. Januar 2009 erneut eine Berufsfeuerwehr.
Die Feuerwehr Bautzen setzt sich aus einer Berufsfeuerwehr und fünf Freiwilligen Feuerwehren zusammen.

## Geschichte

### Vor 1900
Die älteste bekannte Feuerordnung wurde am 6. Juni 1548 dem Rat der Stadt Bautzen übergeben. Erstellt wurde sie im Auftrag des Königs zu Böhmen. Sie beinhaltete Hinweise und Handlungsanweisungen zum vorbeugenden und abwehrenden Brandschutz. In den Jahren 1616, 1671, 1710 und 1781 erließ der Rat der Stadt Bautzen eigene Feuerverordnungen, in denen Aufbau und Struktur des Feuerlöschwesens der Stadt geregelt waren.
In den Feuerverordnungen ab 1671 wurden Hauseigentümer und Handwerker verpflichtet, in ihren Gebäuden und Werkstätten Feuerlöschgeräte, wie einfache Handspritzen („Stockspritzen“), Löscheimer, Äxte, Einreißhaken und Leitern, aber auch Wasser vorzuhalten. Wenn es jedoch nicht gelang den Brand schon in der Entstehungsphase zu ersticken, erwiesen sich diese Mittel meist als weitgehend wirkungslos. Die Wasserversorgung wurde über Eimerketten mit Hilfe Freiwilliger sichergestellt.
Im gleichen Jahr wurden zudem die ersten beiden Spritzen von einem Hersteller in Magdeburg in Dienst gestellt. Selbst die Anschaffung der ersten Feuerspritzen vereinfachte das Löschen nicht, da viele Menschen nötig waren um sie zu bedienen und sie ebenfalls per Eimerkette gefüllt wurden. Die große Anzahl der benötigten Helfer sorgte meist für Chaos an der Einsatzstelle.
Das erste Spritzenhaus entstand im Jahr 1694 zwischen zwei Pfeilern an der Ostseite des Petridomes, wo dann zwei Spritzen untergebracht wurden. Bis dahin waren sie wahrscheinlich am städtischen Zimmerhof an der Äußeren Lauenstraße untergebracht. 1780 gab es bereits vier größere Spritzenhäuser, die sich auf das „Reichen-Viertel“, das „Lauen-Viertel“, das „Ortenburg-Viertel“ und das „Wendische-Viertel“ verteilten.
Um dem unhaltbaren Zustand entgegenzutreten, gründete Johann Christian Markstein im Jahre 1780 die Freywillige-Bürger-Feuer-Compagnie. Nach fünfmonatigen Vorbereitungsmaßnahmen war diese ab dem 6. August 1780 einsatzbereit. Circa 80 Freiwillige versahen in dieser Freiwilligen Feuerwehr ihren Dienst. Trotz straffer Organisation und guter Ausbildung war die Freywillige-Bürger-Feuer-Compagnie bei Bränden weiterhin auf die Hilfe der Nationalgarde und verpflichteten Bürgern angewiesen, um die Löschwasserversorgung sicherzustellen und die Feuerspritzen zu bedienen.
Die durch den Rat der Stadt am 1. Juli 1850 erlasse Feuerverordnung für die Stadt Bautzen sorgte für eine umfassende Neustrukturierung des städtischen Feuerlöschwesens. So verlor die Freywillige-Bürger-Feuer-Compagnie ihre Eigenständigkeit und wurde einer sogenannten Feuerlöschanstalt zugeordnet.
Im Jahr 1866 kam es zu einer erneuten kompletten Umstrukturierung, hierbei erfolgte die Benennung „Freiwillige Feuerwehr Bautzen“. Parallel existierte weiterhin eine Pflichtfeuerwehr.

### 1900 – 1945
Zu Beginn des 20. Jahrhunderts war die Mitgliederzahl auf 200 Freiwillige angewachsen, die in vier Kompagnien ihren Dienst versahen.
Ab dem Jahr 1910 gab es den ersten Brandmelder. Die Meldung beim Auslösen lief zunächst auf der Polizeiwache auf dem Hauptmarkt auf, später dann in der Fernmelde- und Alarmzentrale auf dem Kirchplatz. Sie löste das Sturmläuten durch die Türmer des Petriturmes, des Lauenturmes und des Reichenturmes ab, die vorher zur Alarmierung der Feuerwehr und freiwilligen Helfer genutzt wurde. Bis 1929 waren 29 Melder in dem Stadtgebiet verteilt. Zuletzt waren es dann 42 öffentliche Melder.
Der erste Berufsfeuerwehrmann wurde im Jahr 1920 als Zeugmeister angestellt.
Im Jahr 1922 wurde eine erste Automobilspritze von der Firma Koebe (Luckenwalde) beschafft. Zudem konnte sich, durch die Eingemeindung von Seidau, die Anzahl der Freiwilligen Feuerwehrleute auf 250 erhöhen.
Bis 1935 wuchs die Anzahl der hauptberuflichen Kräfte auf 15 Mann an, die in zwei 24-Stunden-Schichten für den Brandschutz in der Stadt sorgten. Zudem wurde 1935 eine Mercedes-Benz-Kraftfahrdrehleiter mit einer Steighöhe von 27 Metern in Dienst gestellt.
Am 23. November 1938 trat das Reichsfeuerlöschgesetz in Kraft. Infolgedessen wurde die Feuerwehr zu einer sogenannten Feuerlöschpolizei umgewandelt und war fortan ein Teil der Polizei. Außerdem galt jetzt für Feuerwehrangehörige die SS-Gerichtsbarkeit, ein unerlaubtes Verlassen der Einsatzstelle kam Fahnenflucht gleich.
Im Zweiten Weltkrieg sorgte die Einberufung wehrfähiger Männer zu einem Einbruch der Feuerwehrangehörigen. 1941 gab es schließlich nur noch drei hauptamtliche Feuerwehrmänner.

### 1946 – heute
Ab 1946 wurde dem durch die Einstellung von nunmehr 18 hauptberuflichen Feuerwehrleuten entgegengewirkt. Zwischen 1947 und 1950 befand sich die Feuerwehr wieder in kommunaler Trägerschaft. Dies änderte sich mit dem Beschluss des Ministeriums des Innern, die Berufsfeuerwehren der Volkspolizei zu unterstellen. 1959 wurde die erste Sirene auf dem Uhrturm des Gebäudes Stadtmuseum/Sparkasse installiert.
Da die Feuerwehr Bautzen in den folgenden Jahren ein Ausrückegebiet bis über die Kreisgrenzen hinausgehend bedienen musste und es wie erwähnt keine Freiwillige Feuerwehr gab, musste die Personaldecke weiter aufgestockt werden. Im Jahr 1950 arbeiteten 54 Berufsfeuerwehrleute in zwei 24h-Schichten bei der Feuerwehr Bautzen. Bis 1956 wurde sogar eine Außenstelle in Bischofswerda unterhalten. 1953 wurde wieder eine Freiwilligen Feuerwehr gegründet. Die ersten Mitglieder rekrutierten sich aus FDJ-Brandschutzaktiven und Bautzner Handwerkern
Ab dem 20. April 1993 erfolgte die Alarmierung der Einsatzkräfte nur noch über Funkmeldeempfänger.
Am 15. September 2002 konnte die Feuerwehr Bautzen eine neue Feuerwache in Betrieb nehmen, deren Bau mit einem Kostenaufwand von 3,3 Millionen Euro verbunden war.

## Abteilungen

### Berufsfeuerwehr
Nachdem die Berufsfeuerwehr nach der Wende zu einer Freiwilligen Feuerwehr mit hauptberuflichen Kräften umgewandelt wurde, gibt es seit dem 1. Januar 2009 erneut eine Berufsfeuerwehr in Bautzen. Nun gibt es drei Wachabteilungen mit 10 Feuerwehrleuten pro Schicht, welche 24 Stunden am Tag für die Sicherheit in der Stadt Bautzen und den dazugehörigen Ortsteilen sorgen.

### Freiwillige Feuerwehr

#### Bautzen-Mitte
Die Freiwillige Feuerwehr Bautzen-Mitte gibt es seit 1780. Ihr gehören ca. 90 Mitglieder an, die sich in Jugendfeuerwehr, Einsatzabteilung und Alters- und Ehrenabteilung aufteilen. Die Kräfte der Freiwilligen Feuerwehr Bautzen-Mitte sind zusammen mit der Berufsfeuerwehr im Feuerwehrhaus im Bautzner Gesundbrunnen untergebracht.

#### Stiebitz
Am 4. Juli 1924 wurde die Freiwillige Feuerwehr Stiebitz-Rattwitz gegründet.
Nach einem noch vorhandenen Protokollbuch gehen die Anfänge der Stiebitz-Rattwitzer Feuerwehr auf das Jahr 1914 zurück und zwar als Pflichtfeuerwehr. Über ihre Tätigkeit als solche ist aber neben der Abhaltung von Vergnügen, um damit die Kameradschaft zu pflegen, sehr wenig vermerkt.
Zur Alarmierung der Feuerwehr wurde damals der Hornist verständigt. Dieser eilte dann per Fahrrad oder zu Fuß durch den Ort und blies das Feuersignal.
Im Jahr 1959 wurde ein Stahlmast für die erste große Ortssirene errichtet. Heute erfolgt die Alarmierung über digitale Meldeempfänger (DME).
Im Zuge der Eingemeindung zu Bautzen ist Stiebitz seit 1994 eine Ortsfeuerwehr von Bautzen.
Die Ortsfeuerwehr Stiebitz zählt rund 30 Aktive, von denen 12 als Atemschutzgeräteträger ausgebildet sind.

#### Niederkaina
Die Freiwillige Feuerwehr Niederkaina besitzt zurzeit ein Hilfeleistungslöschgruppenfahrzeug 10 und ein Löschgruppenfahrzeug 8-TS auf LO-Basis, welches als Reserve- bzw. Traditionsfahrzeug genutzt wird.

#### Kleinwelka
Im Jahr 1847 wurde das „Organisierte Löschwesen“ in Kleinwelka gegründet. Unterteilt wurde das Löschwesen in die zwei Abteilungen Kleinwelka-Kolonie und Kleinwelka-Dorf. Am 1. August 1890 wurde das Organisierte Löschwesen eine Freiwillige Feuerwehr. 18 Mitglieder versahen zu dieser Zeit ihren Dienst bei der Feuerwehr. Als Einsatztechnik standen fünf Motorspritzen sowie fünf Anstellleitern bereit. Auf den Motorspritzen war insgesamt 900 m Schlauchmaterial untergebracht.
Die zwei Abteilungen wurden 1932 zur Feuerwehr Kleinwelka vereinigt. Im Jahr 1942 wurde die erste Motorspritze in Dienst gestellt. Der erste Wehrleiter der Feuerwehr Kleinwelka hieß Wagner. 1959 wurde das erste Zugfahrzeug vom Typ Steyr in Eigenregie aufgebaut. 1968 wurde ein Phänomen Granit 30K geliefert, der später bei der Freiwilligen Feuerwehr Luga zum Einsatz kam.
Im Jahr 1990 wurde das 100-jährige Bestehen der Freiwilligen Feuerwehr Kleinwelka gefeiert.
1993 wurde ein Löschgruppenfahrzeug auf Mercedes-Benz in Dienst gestellt. Aufgebaut wurde das Fahrzeug von Ziegler. Später kam dann noch ein Mannschaftstransportfahrzeug hinzu, das von der Hauptfeuerwache Bautzen umgebaut wurde.

#### Salzenforst
Aktuell ist bei der Freiwilligen Feuerwehr Salzenforst ein Tragkraftspritzenfahrzeug W/Z im Dienst.

### Jugendfeuerwehr
In allen fünf Ortsfeuerwehren der Freiwilligen Feuerwehr Bautzen bestehen Jugendgruppen mit Mitgliedern zwischen 10 und 18 Jahren.
Im Osten Deutschlands gingen die Jugendfeuerwehren zum größten Teil aus den schulischen Arbeitsgemeinschaften „Junge Brandschutzhelfer“ in der DDR hervor, deren vordringliche Aufgabe es war, den Gedanken des vorbeugenden Brandschutzes weiterzutragen. Im Jahr 1952 wurde in Bautzen ein FDJ-Brandschutzaktiv gebildet, dessen Mitglieder im Alter zwischen 14 und 16 Jahren eine feuerwehrtechnische Grundausbildung erhielten und 1954 die Ausgangsbasis für die Neuorganisierung der Freiwilligen Feuerwehr der Stadt Bautzen bildeten. Einen Hinweis auf die organisierte Jugendarbeit gibt es aber schon aus dem Jahr 1928. Hermann Porsche (1857–1935), Wäschereibesitzer und aktives Mitglied des Steigerzuges der Freiwilligen Feuerwehr Bautzen, begann in jenem Jahr die Arbeit mit feuerwehrbegeisterten Jungen, die in der Regel das 10. Lebensjahr vollendet haben mussten. Den Jungen stand nicht nur eine kleine, für den Gebrauch von Kinderhänden gebaute, funktionstüchtige Handdruckspritze, sondern auf Porsches Grundstück an der Bleichenstraße auch ein kindgemäßer Steigerturm zur Verfügung. An jedem Sonntag, pünktlich 9 Uhr, wurde mit den Übungen begonnen, was immer zahlreiche Zuschauer anlockte. Am Umzug zum 51. Verbandstag des Kreisfeuerwehrverbandes Bautzen am 3. Juli 1932 in Bischofswerda durfte „Porsches Jugendfeuerwehr“ mit einem eigenen Festwagen teilnehmen, auf dem stolz auch die kleine Handdruckspritze mitgeführt wurde. Es ist kennzeichnend für die politische Situation in der damaligen Zeit, dass die an die Macht gekommenen Nationalsozialisten schon 1933 diese Jugendfeuerwehr verboten, da sie sich ihrer Kontrolle entzog.